# Harry Blackmore Whittington
Harry Blackmore Whittington FRS-tag (1916. március 24. – 2010. június 20.) brit paleontológus. Zoológiai szakmunkákban nevének rövidítése: „Whittington”.

## Élete és munkássága
Harry Blackmore Whittington Cambridge-ben a Department of Earth Sciences-nál és a Sidney Sussex College-nál tevékenykedett. A birminghami Handsworth Grammar Schoolban tanult; A Birmingham Egyetemen (University of Birmingham) megszerezte a geológiai Ph.D-jét. Whittington paleontológus professzor volt a Harvard Egyetemen. 1966-1983 között a Cambridge-i Egyetem Woodwardian Professor of Geology állást töltötte be. Több mint 60 évig tartó munkássága alatt Whittington professzor jelentős eredményeket ért el a korai paleozoikumi fosszilis ízeltlábúak tanulmányozása terén. Ő, főleg a trilobitákra összpontosított. A legfőbb eredményei a következők:
- a trilobiták alaktanának, ökológiájának és fosszilis rétegtanának tanulmányozása; az ősgeológiával együtt;
- a Burgess-pala állatvilágának tanulmányozása, amely a kambriumi robbanás megértéséhez vezetett.

## Díjai
- 1990-ben megkapta a Mary Clark Thompson Medal érdemrendet a National Academy of Sciences-től (NAS, Amerikai Tudományos Akadémia)[10]
- 2001-ben megkapta az International Prize for Biology díjat
- szintén 2001-ben megkapta a Wollaston-érmet, amelyet a Londoni Geológiai Társaság (Geological Society of London) ad ki évente 1831 óta.[11]

## Fordítás
- Ez a szócikk részben vagy egészben  a   Harry B. Whittington című angol Wikipédia-szócikk ezen változatának fordításán alapul.  Az eredeti cikk szerkesztőit annak laptörténete sorolja fel. Ez a jelzés csupán a megfogalmazás eredetét és a szerzői jogokat jelzi, nem szolgál a cikkben szereplő információk forrásmegjelöléseként.